# Acquanegra sul Chiese

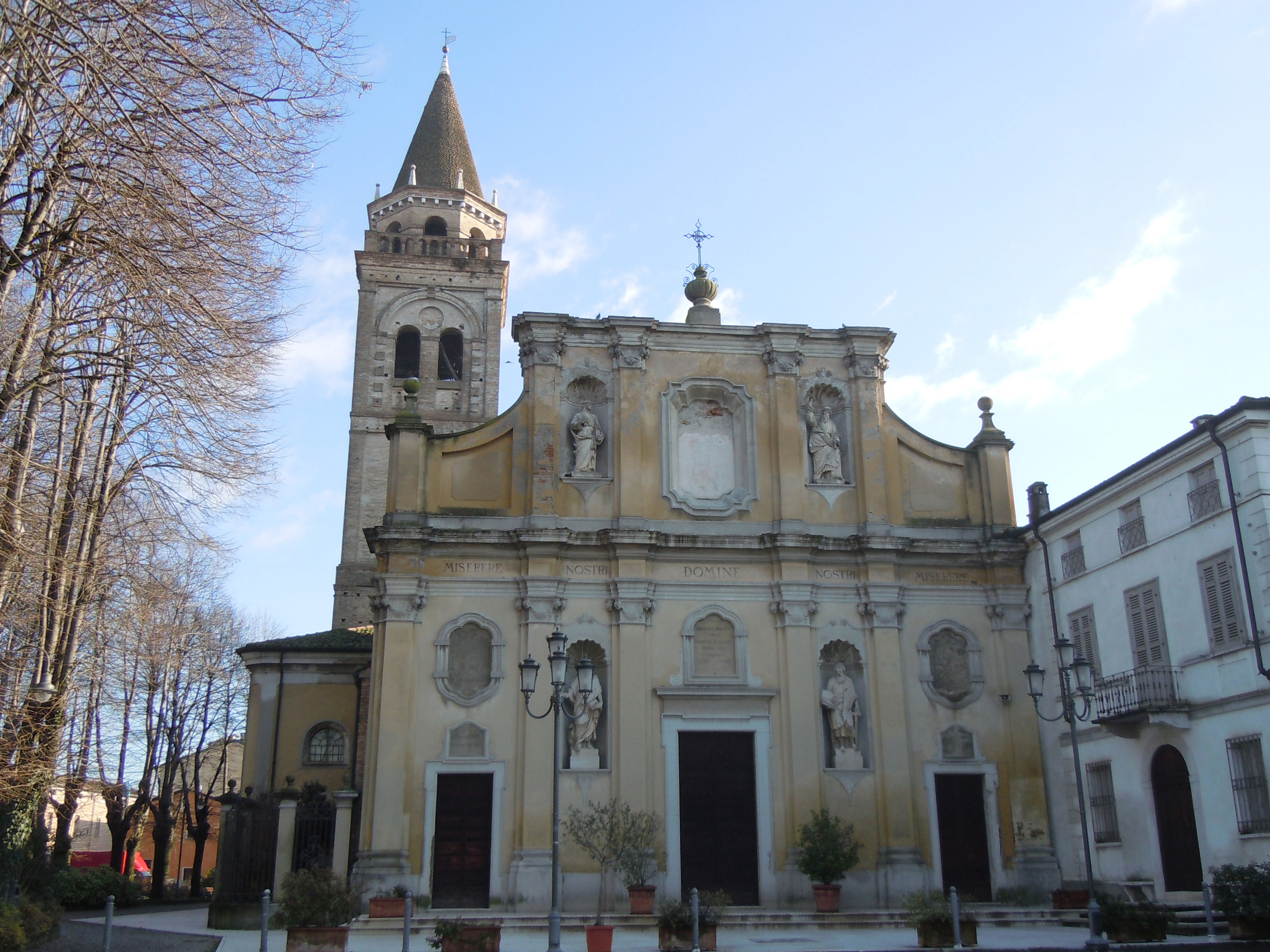
Thomaskirche in Acquanegra

Acquanegra sul Chiese ist eine norditalienische Gemeinde (comune) mit 2692 Einwohnern (Stand 31. Dezember 2023) in der Provinz Mantua in der Lombardei. Die Gemeinde liegt etwa 29 Kilometer westlich von Mantua am Parco dell'Oglio Sud. In der südwestlichen Ecke der Gemeinde fließt der Chiese in den Oglio. Acquanegra sul Chiese grenzt an die Provinz Cremona. 

## Verkehr
Durch die Gemeinde führt die frühere Strada Statale 343 Asolana von Parma kommend nach Castiglione delle Stiviere.